# Pfarrkirche Schachendorf

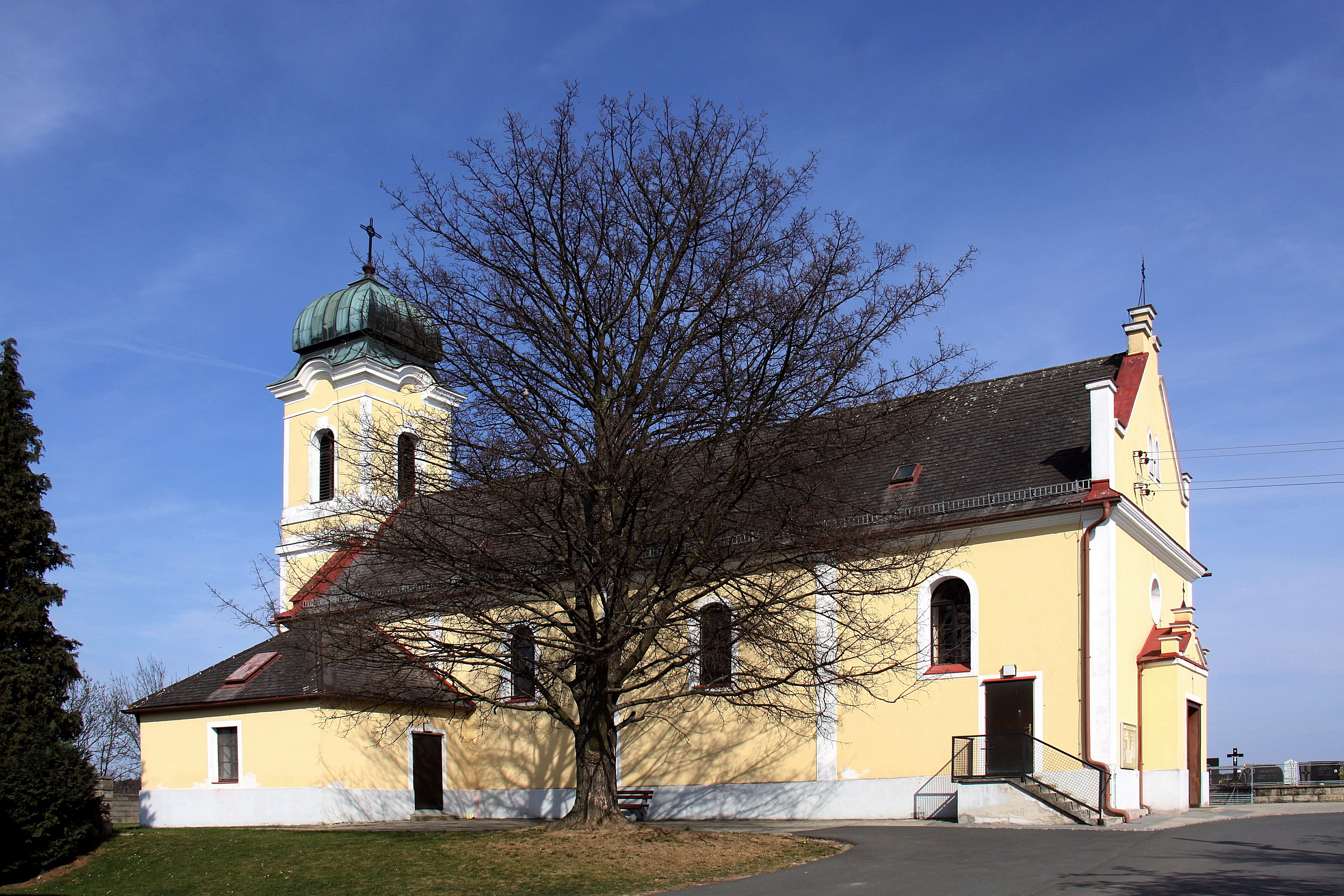
Kath. Pfarrkirche hl. Martin in Schachendorf

Die römisch-katholische Pfarrkirche Schachendorf steht nordöstlich, etwas außerhalb der Gemeinde Markt Neuhodis im Bezirk Oberwart im Burgenland. Sie ist dem heiligen Martin geweiht und gehört zum Dekanat Rechnitz in der Diözese Eisenstadt. Das Bauwerk steht unter Denkmalschutz.

## Geschichte
1818 wurde mit dem Bau der Kirche begonnen und 1834 fertiggestellt. Seit 1946 ist sie eine eigenständige Pfarre.

## Kirchenbau
Kirchenäußeres
Die Kirche ist ein langer rechteckiger Bau. Der Nordturm hat einen niedrigen Zwiebelhelm. Im Untergeschoß ist der Turm älter. Die Südfassade stammt aus der zweiten Hälfte des 19. Jahrhunderts.
Kircheninneres
Das niedrige Kirchenschiff ist dreijochig und mit Platzlgewölbe überwölbt. Die Empore wurde 1896 ohne Stützen eingebaut. Der schmale Triumphbogen ist gekehlt und trennt das Kirchenschiff vom Chor. Die halbrunde Apsis ist in die Nordmauer gehöhlt. Darüber ist Schalengewölbe mit Stichkappen. Die Wandmalereien „Mariä Verkündigung“ und „Heilige Dreifaltigkeit“ stammen aus der zweiten Hälfte des 19. Jahrhunderts.

## Ausstattung
Die neoromanische Ausstattung entstand um 1900. Das Hochaltarbild von 1840 zeigt den heiligen Martin. Die Orgel aus 1988 mit 6 Registern wurde von Gebrüder Krenn in Graz gebaut.